# Hedysarum manaslense
Hedysarum manaslense är en ärtväxtart som först beskrevs av Siro Kitamura, och fick sitt nu gällande namn av Hiroyoshi Ohashi. Hedysarum manaslense ingår i släktet buskväpplingar, och familjen ärtväxter.

## Underarter
Arten delas in i följande underarter:
- H. m. manaslense
- H. m. nepalense